# Edeala palpiplus
Edeala palpiplus is een hooiwagen uit de familie Assamiidae.